# 柴田壮介
柴田 壮介（しばた そうすけ、2001年5月26日 - ）は、神奈川県茅ヶ崎市出身（出生地は長崎県）のプロサッカー選手。いわきFC所属。ポジションは、ミッドフィールダー（MF）。

## 来歴
中学校時代から湘南ベルマーレのアカデミーに所属し、同U-18では1年次から出場機会を得た。2018年はプレシーズンからトップチームに帯同し、スペインキャンプなどに参加。同年3月2日、トップチームに2種登録され、同月14日のルヴァンカップ・グループステージ第2節V・ファーレン長崎戦に途中出場し、トップチームデビューした。2019年1月、高校2年生ながら飛び級でトップチームに昇格することを発表した。
2022年はカターレ富山に育成型期限付き移籍。2023年も富山への期限付き延長となった。
2024年、ヴァンラーレ八戸に期限付き移籍。22試合に出場した。8月にいわきFCに期限付き移籍。
2025年もいわきFCへ期限付き移籍が延長されることとなった。

## 所属クラブ
- FCグランツ梅田（茅ヶ崎市立梅田小学校）
- 湘南ベルマーレU-15平塚（茅ヶ崎市立梅田中学校）
- 湘南ベルマーレユース（神奈川県立鶴嶺高等学校）
  - 2018年3月 - 同年12月  湘南ベルマーレ（2種登録選手）
- 2019年 -  湘南ベルマーレ
  - 2022年 - 2023年  カターレ富山（育成型期限付き移籍）
  - 2024年 - 同年8月  ヴァンラーレ八戸（期限付き移籍）
  - 2024年8月 -  いわきFC（期限付き移籍）

## 個人成績
| 国内大会個人成績 | 国内大会個人成績 | 国内大会個人成績 | 国内大会個人成績 | 国内大会個人成績 | 国内大会個人成績 | 国内大会個人成績 | 国内大会個人成績 | 国内大会個人成績 | 国内大会個人成績 | 国内大会個人成績 | 国内大会個人成績 |
| 年度             | クラブ           | 背番号           | リーグ           | リーグ戦         | リーグ戦         | リーグ杯         | リーグ杯         | オープン杯       | オープン杯       | 期間通算         | 期間通算         |
| 年度             | クラブ           | 背番号           | リーグ           | 出場             | 得点             | 出場             | 得点             | 出場             | 得点             | 出場             | 得点             |
| 日本             | 日本             | 日本             | 日本             | リーグ戦         | リーグ戦         | リーグ杯         | リーグ杯         | 天皇杯           | 天皇杯           | 期間通算         | 期間通算         |
| ---------------- | ---------------- | ---------------- | ---------------- | ---------------- | ---------------- | ---------------- | ---------------- | ---------------- | ---------------- | ---------------- | ---------------- |
| 2018             | 湘南             | 35               | J1               | 0                | 0                | 2                | 0                | 0                | 0                | 2                | 0                |
| 2019             | 湘南             | 30               | J1               | 1                | 0                | 3                | 0                | 1                | 0                | 5                | 0                |
| 2020             | 湘南             | 30               | J1               | 15               | 0                | 1                | 0                | -                | -                | 16               | 0                |
| 2021             | 湘南             | 30               | J1               | 3                | 0                | 1                | 0                | 1                | 1                | 5                | 1                |
| 2022             | 富山             | 28               | J3               | 7                | 0                | -                | -                | 1                | 0                | 8                | 0                |
| 2023             | 富山             | 28               | J3               | 10               | 0                | -                | -                | 2                | 0                | 12               | 0                |
| 2024             | 八戸             | 6                | J3               | 20               | 2                | 2                | 1                | 2                | 0                | 24               | 3                |
| 2024             | いわき           | 8                | J2               | 9                | 0                | -                | -                | -                | -                | 9                | 0                |
| 2025             | いわき           | 8                | J2               |                  |                  |                  |                  |                  |                  |                  |                  |
| 通算             | 日本             | 日本             | J1               | 19               | 0                | 7                | 0                | 2                | 1                | 28               | 1                |
| 通算             | 日本             | 日本             | J2               | 9                | 0                | 0                | 0                | 0                | 0                | 9                | 0                |
| 通算             | 日本             | 日本             | J3               | 37               | 2                | 2                | 1                | 5                | 0                | 44               | 3                |
| 総通算           | 総通算           | 総通算           | 総通算           | 65               | 2                | 9                | 1                | 7                | 1                | 81               | 4                |

- 2018年は2種登録選手

出場歴
- 公式戦初出場 - 2018年3月14日 ルヴァンカップ・グループステージ第2節 vsV・ファーレン長崎（トランスコスモススタジアム長崎）
- Jリーグ初出場 - 2019年6月22日 J1第16節 vsガンバ大阪（パナソニックスタジアム吹田）
- 公式戦初得点 - 2021年9月22日 天皇杯4回戦 vsガンバ大阪（パナソニックスタジアム吹田）

## 代表歴
- U-17日本代表
  - 国際ユースサッカーin新潟（2018年）
- U-18日本代表
  - SportChain Cup UAE（2019年）
  - リスボン国際トーナメントU18（2019年）
  - スペイン遠征（2019年）
  - AFC U-19選手権2020・予選（2019年）
- U-19日本代表
  - 千葉トレーニングキャンプ（2020年）
- U-20日本代表
  - 千葉トレーニングキャンプ（2021年）